# 506.º Batallón Antiaéreo Pesado
El 506° Batallón Antiaéreo Pesado (506. schwere-Flak-Abteilung (o)) fue una unidad de la Luftwaffe durante la Segunda Guerra Mundial.

## Historia
Fue formado en abril de 1940 a partir del VII Comando Administrativo Aéreo con 1. - 5. Baterías (1. - 3. pesadas, 4. - 5. ligeras). Hasta julio de 1942 fue conocido como 506° Batallón Antiaéreo de Reserva.
Reorganizado como Batallón Pesado a mediados de 1942 con 3 Baterías:
- 4° Bat./506° Batallón Antiaéreo de Reserva  fue reformada como la 2° Bat./858° Batallón Antiaéreo Ligero
- 5° Bat./506° Batallón Antiaéreo de Reserva  como la 3° Bat./858° Batallón Antiaéreo Ligero

5° Bat./506° Batallón Antiaéreo Pesado fue formada en 1944.

## Servicios
- 1940: en Augsburgo (?).
- 1940 – 1941: del VI Comando Administrativo Aéreo.
- 1941: en Karlsruhe.
- 1 de noviembre de 1943: en Karlsruhe bajo la 20° Brigada Antiaérea (68° Regimiento Antiaéreo).
- 1 de enero de 1944: en Innsbruck bajo la 4° Brigada Antiaérea (130° Regimiento Antiaéreo) (1° Escuadra, 4° Escuadra/506° Batallón Pesado Antiaéreo).
  - En München bajo la 4° Brigada Antiaérea (19° Regimiento Antiaéreo) (2° Escuadra, 3° Escuadra/506° Batallón Pesado Antiaéreo).
- 1 de febrero de 1944: en Innsbruck bajo la 4° Brigada Antiaérea (130° Regimiento Antiaéreo) (1° Escuadra, 4° Escuadra/506° Batallón Pesado Antiaéreo).
- 1 de marzo de 1944: en Innsbruck bajo la 4° Brigada Antiaérea (130° Regimiento Antiaéreo) (1° Escuadra, 4° Escuadra/506° Batallón Pesado Antiaéreo).
- 1 de abril de 1944: en München bajo la 4° Brigada Antiaérea (55° Regimiento Antiaéreo) (2° Escuadra, 4° Escuadra/506° Batallón Pesado Antiaéreo).
- 1 de mayo de 1944: en Innsbruck bajo la 26.º División Antiaérea (130° Regimiento Antiaéreo) (1° Escuadra, 3° Escuadra/506° Batallón Pesado Antiaéreo).
  - En München bajo la 26° División Antiaérea (55° Regimiento Antiaéreo) (2° Escuadra, 4° Escuadra/506° Batallón Pesado Antiaéreo).
- 1 de junio de 1944: en Innsbruck bajo la 26.º División Antiaérea (130° Regimiento Antiaéreo) (1° Escuadra, 3° Escuadra/506° Batallón Pesado Antiaéreo).
- 1 de julio de 1944: en München bajo la 26.º División Antiaérea (55° Regimiento Antiaéreo).
- 1 de agosto de 1944: en München bajo la 26.º División Antiaérea (55° Regimiento Antiaéreo).
- 1 de septiembre de 1944: en München bajo la 26.º División Antiaérea (55° Regimiento Antiaéreo).
- 1 de octubre de 1944: en München bajo la 26.º División Antiaérea (55° Regimiento Antiaéreo) (Grupo de Estado Mayor, 5° Escuadra/506° Batallón Pesado Antiaéreo).
  - En Friedrichshafen bajo la 9° Brigada Antiaérea (130° Regimiento Antiaéreo).
- 1 de noviembre de 1944: en Friedrichshafen bajo la 28.º División Antiaérea (130° Regimiento Antiaéreo).
  - En I Comando Administrativo Aéreo bajo la 27° División Antiaérea (81° Regimiento Antiaéreo) (5° Escuadra/506° Batallón Pesado Antiaéreo).
- 1 de diciembre de 1944: en Friedrichshafen bajo la 28° División Antiaérea (130° Regimiento Antiaérea).
  - Bajo la 18° División Antiaérea (34° Regimiento Antiaérea) (5° Escuadra/506° Batallón Pesado Antiaéreo).
- febrero de 1945: bajo la 13° División Antiaérea (130° Regimiento Antiaérea).